# Atletica leggera ai XVII Giochi del Mediterraneo - Mezza maratona maschile
Le gare di atletica leggera nella categoria mezza maratona maschile si sono tenute il 29 giugno 2013 al Nevin Yanıt Atletizm Kompleksi di Mersin.

## Calendario
Fuso orario EET (UTC+3).
| Data      | Ora  | Turno  |
| --------- | ---- | ------ |
| 29 giugno | 8:00 | Finale |

## Risultati

### Finale
| Pos. | Atleta          | Nazionalità | Tempo    |     |
| ---- | --------------- | ----------- | -------- | --- |
|      | Ruggero Pertile | Italia      | 1h07'07" |     |
|      | Wissam Hosni    | Tunisia     | 1h08'32" |     |
|      | Muzaffer Bayram | Turchia     | 1h09'40" |     |
| 4    | Ahmed Medjaher  | Algeria     | 1h10'02" |     |
| 5    | Andrea Lalli    | Italia      | 1h10'11" |     |
| 6    | Slimane Moulay  | Algeria     | 1h11'37" |     |
| 7    | Mehmet Çağlayan | Turchia     | 1h11'54" |     |
| 8    | Hicham Bellani  | Marocco     | -        | DNF |
| 9    | Mitja Kosovelj  | Slovenia    | -        | DNF |
| 10   | Hasan Pak       | Turchia     | -        | DNF |